# Chalcoprionus badeni
Chalcoprionus badeni är en skalbaggsart som beskrevs av Bates 1875. Chalcoprionus badeni ingår i släktet Chalcoprionus och familjen långhorningar. Inga underarter finns listade i Catalogue of Life.